# 吳修齊
吳修齊（1913年12月30日—2005年5月18日），又名修身，臺南學甲人，企業家，為台南幫成員，曾參與創建台南紡織、太子建設、統一企業等公司。

## 生平
吳修齊生於今臺南市學甲區，為家中長子，吳尊賢為其二弟。1927年，侯雨利在臺南市創立新復興布莊，聘吳克讀擔任掌櫃，負責帳目。當年，吳修齊自學甲公學校畢業，至新復興布莊，成為學徒。吳修齊做事認真，又通日語，受到老闆侯雨利的重用，經常與侯雨利一同至日本採買布匹。1929年，吳克讀因病請辭回鄉，吳修齊升任掌櫃。
1933年，吳修齊與賴蓮櫵結婚，在成家後，決定自行創業。1934年（昭和9年），在家族親友合資下，與其弟吳尊賢共同創立新和興布行。吳修齊負責至日本進貨，吳尊賢則負責在台灣的推銷及收帳等。太平洋戰爭期間，因物資管制，新和興布行於1944年（昭和19年）歇業。
1945年，日本投降，結束第二次世界大戰。中華民國政府接收台灣，吳修齊與吳尊賢重建新和興行，並在台北、上海等地，建立三興行，從中國大陸進口紗布到台灣。
1955年，與吳三連、侯雨利等人，共同創建台南紡織公司，由吳三連任董事長，吳修齊任總經理。
1967年，高清愿創立統一企業，得到台南幫商人的投資，邀請吳修齊任董事長。
1974年，參與創立太子建設，任董事長。
1993年，獲國立成功大學授予企業管理名譽博士學位。
2004年，卸任太子建設董事長，由其二女婿莊南田接任。
2005年5月18日過世。於5月29日上午在其所創辦的南台技術學院舉辦告別式，總統陳水扁親臨致祭並頒發褒揚令，儀式由佛光山開山宗長釋星雲主法，式後發引火化安奉於佛光山萬壽園。

## 紀念

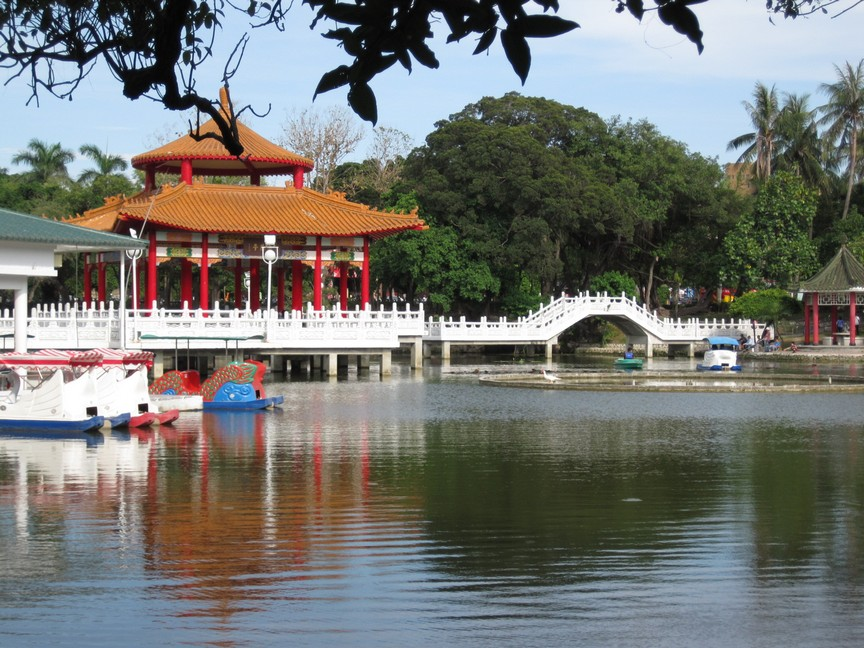
臺南公園內的燕潭，潭中亭為「念慈亭」。旁為「念慈橋」

- 1980年代，吳修齊為紀念母親、表達感受雙親養育之恩，捐增新台幣1,500萬元在臺南中山公園內（今臺南公園）興建「念慈橋」、「念慈亭」。[4]此舉曾引起龍應台發表〈台南人，你在幹什麼？〉一文批評「董事長也不該有權利『租界』公園一塊去紀念他逝世四十週年的雙親」、「有錢人要推廣個人意念的方法很多，他可以買塊地，建座私人公園，私人公園裡面他有權利刻字、立碑、建亭台樓閣，無人可置喙。但是，讓私人的歸私人，大眾的歸大眾吧」。龍應台更寫出「一個公園，你不必向死去的政治人物鞠躬，更不必追思某個有錢人的雙親和配偶」。[5]
- 2001年，吳修齊捐助成功大學新台幣1億5,000萬元興建文學院大樓，[6]即光復校區內修齊大樓。[7]

## 家庭
吳修齊有二房妻子，生有四男五女。
大房賴蓮櫵，生有五女。二女婿莊南田任太子建設董事長，四女婿張信雄為南台科技大學董事長。
二房吳曾昭美與四個兒子，長居美國。